# Björns skärgårds naturreservat
Björns skärgårds naturreservat är ett naturreservat i Tierps kommun i Uppsala län.
Området är naturskyddat sedan 2018 och är 2 455 hektar stort. Reservatet omfattar öar norr om Fågelsundet i nordöstra Uppland och består av buskvegetation, med inslag av hav och på öarna gammal barrblandskog samt små kärr och mindre sumpskogar av främst klibbal med inslag av ask.

## Natur
Ön Björn ligger längst norrut i naturreservatet, och ligger exponerad mot Bottenhavet. Stränderna i naturreservatet har grunda vikar och är relativt flikiga. Barrblandskog förekommer på den del av naturreservatet som är på fastlandet samt på ön Fågeln, och i vissa områden finns mindre kärr. 